# John Rzeznik

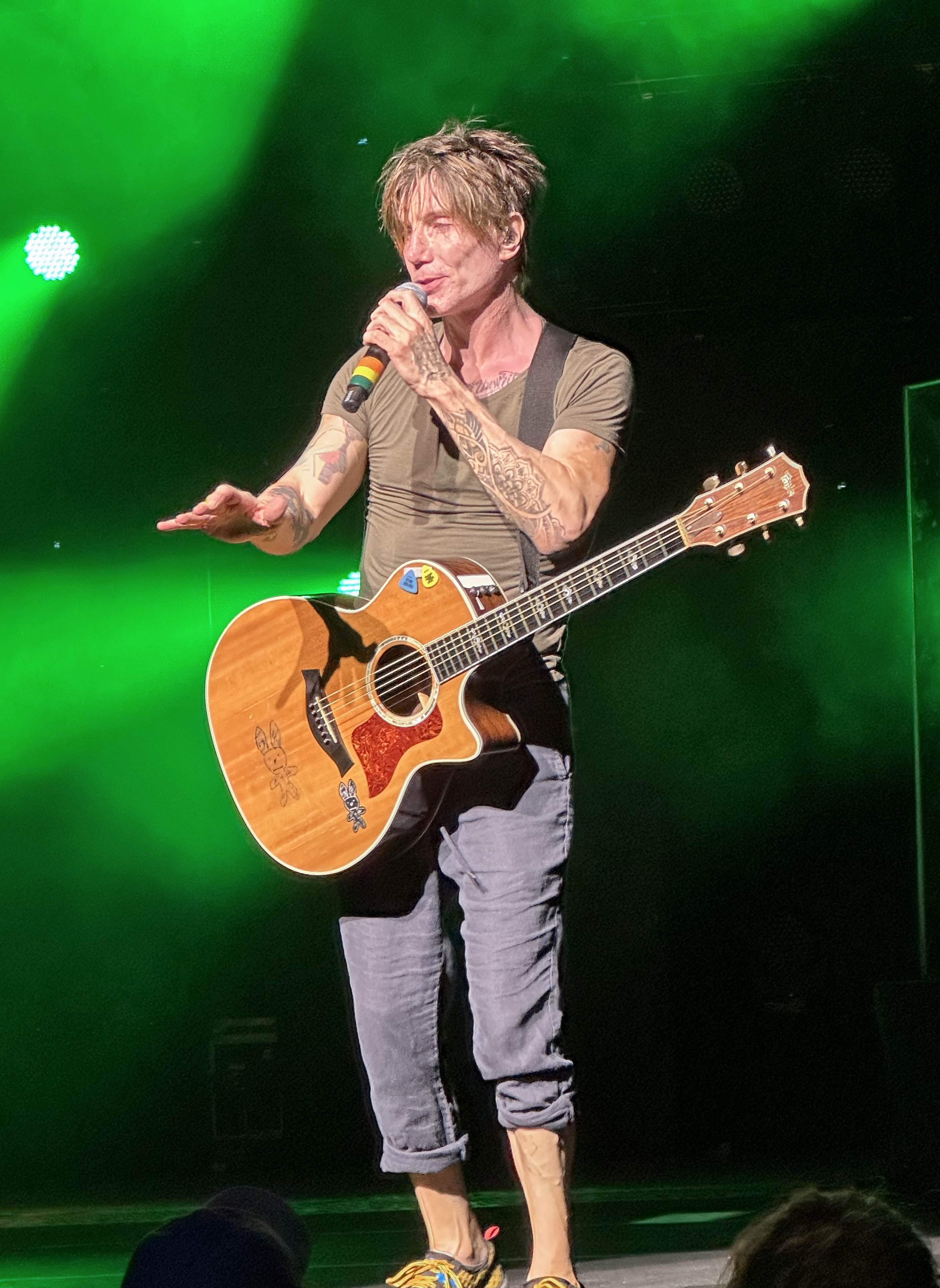
John Rzeznik (2023)

John Joseph Theodore Rzeznik (* 5. Dezember 1965 in Buffalo) ist ein polnischstämmiger, US-amerikanischer Musikproduzent, Songschreiber und Sänger, sowie Leadgitarrist und Frontmann der Alternative-Rock-Band Goo Goo Dolls.

## Kindheit
Geboren wurde John Rzeznik in Buffalo, USA. Er war eines von fünf Kindern der Eltern Joseph und Edith Rzeznik (Aussprache: Scheschnik, Bedeutung: Rzeźnik – ‚Metzger‘ auf Polnisch). Sein Vater arbeitete als Briefträger, seine Mutter war Schullehrerin. Beide Elternteile waren große Musikliebhaber und spielten Klarinette und Flöte. John wurde streng katholisch erzogen. Sein Vater starb mit 55 Jahren am diabetischem Koma, als er selbst erst 14 Jahre alt war. Sechs Monate später folgte dann der Tod seiner Mutter nach einem plötzlich auftretendem Herzinfarkt. Daraufhin wuchs der Vollwaise bei seinen älteren Schwestern Phyllis, Fran, Glad und Kate auf. Diese Zeit prägte ihn sehr, weswegen er den Entschluss fasste, sein Leben der Musik und der Gitarre zu widmen.

## Anfänge
Als Mitglied der Band The Beaumonts, einer Band des Cousins von Robby Takac, sammelte er seine ersten Erfahrungen. Nach Verlassen dieser Band gründete er mit seinem Schulfreund Robby Takac eine eigene Band, welche sich anfangs The Sex Maggots nannte. Kurz nach der Gründung stieß auch George Tutuska als Drummer hinzu. Zu Beginn eine reine Punk-Band, wechselte im Laufe der Zeit ihr Stil bis hin zu Alternative Rock. Als der Band jedoch wegen des Namens ein Auftritt in einem Klub verweigert wurde, entschied man sich, diesen zu ändern. Durch eine Anzeige in einem Magazin kamen sie auf ihren jetzigen Namen. John Rzeznik selbst meinte in einem Interview: „Wenn ich 5 Minuten länger hätte überlegen können, hätte ich definitiv einen anderen Namen gewählt“. Auf den ersten Alben war Robby Takac noch Frontmann der Band, da jedoch der Gesang von John Rzeznik mit der Zeit immer besser ankam, übernahm er diesen Part später.

## Andere Aktivitäten
John Rzeznik schrieb auch einige Filmsongs: Always Know Where You Are und I'm Still Here für den Disney-Film Der Schatzplanet. Als Songschreiber schrieb er einige Songs und Songtexte für andere wie Andy Stochansky und Ryan Cabrera, Blessid Union of Souls, Anastacia, Zoe Scott und einige weitere Musiker.
Von Oktober bis Dezember 2007 war er außerdem neben Sheila E. und dem australischen Idol und Marketingmanager Ian Dickson, Jury-Mitglied der Serie „Next Great American Band“, einer an Deutschland sucht den Superstar angelehnten Show.
Am 19. Juni 2008 wurde er mit dem Hal David Starlight Award ausgezeichnet und in die Songwriters Hall of Fame eingetragen.
Rzeznik wurde 2016 mit 50 Jahren erstmals Vater.

## Kollaboration/Individuelle Diskografien
- Limp Bizkit und John Rzeznik – Wish You Were Here – America: A Tribute to Heroes (2001)
- I’m Still Here (Jim’s Theme) – Treasure Planet (2003)
- Always Know Where You Are – Treasure Planet (2003)
- Once in a Lifetime – Good Morning Miami
- All I Want is You – America Made World Play (2005)
- Yardbirds feat. John Rzeznik – For Your Love – Birdland (2003)
- Cash Cash feat. John Rzeznik – Lightning (2014)

| Personendaten    | Personendaten                                         |
| ---------------- | ----------------------------------------------------- |
| NAME             | Rzeznik, John                                         |
| ALTERNATIVNAMEN  | Rzeznik, John Joseph Theodore (vollständiger Name)    |
| KURZBESCHREIBUNG | US-amerikanischer Produzent, Songschreiber und Sänger |
| GEBURTSDATUM     | 5. Dezember 1965                                      |
| GEBURTSORT       | Buffalo                                               |